# Isla Desolación (Antártida)
La isla Desolación es una de las islas menores que integran el archipiélago de las Shetland del Sur, Antártida. Se sitúa en la entrada de la bahía Hero (o Blythe), a 8 kilómetros al oeste de la punta Williams de la isla Livingston. La isla tiene forma de letra «V» con su costa norte cortada por la ensenada Kozma.
Su costa es quebrada y presenta numerosas caletas y pequeñas ensenadas, aunque tiene muchas playas. Su cima presenta un relieve de altura casi pareja; esto se debe a la nieve que llena las quebradas y espacios entre las elevaciones. Sobresalen colinas rocosas, de las cuales la máxima posee una altura máxima de 152 metros. La isla está dividida por un istmo bajo y angosto en el que hay una pequeña laguna.

## Historia y toponimia
Fue descubierta en enero de 1820 por una expedición británica al mando de Edward Bransfield, y llamada Desolation por su aspecto desolado. Las toponimias antárticas de Argentina y Chile tradujeron el nombre al castellano.

## Reclamaciones territoriales
Argentina incluye a la isla en el departamento Antártida Argentina dentro de la provincia de Tierra del Fuego, Antártida e Islas del Atlántico Sur; para Chile integra la comuna Antártica de la provincia Antártica Chilena dentro de la Región de Magallanes y de la Antártica Chilena; y para el Reino Unido integra el Territorio Antártico Británico. Las tres reclamaciones están sujetas a las disposiciones y restricciones de soberanía del Tratado Antártico.
Nomenclatura de los países reclamantes: 
- Argentina: isla Desolación[4]
- Chile: isla Desolación[5]
- Reino Unido: Desolation Island[6]